# Celadion
Celadion († 166) war Bischof von Alexandria. Gemäß Eusebius von Caesarea hat er 14 Jahre lang amtiert; seine Amtszeit wird auf die Jahre 152–166 (nach anderen Quellen auch: 154–167) datiert. Mangels zeitgenössischer Quellen ist wenig über ihn bekannt. Sein Nachfolger wurde Agrippinus.